# Paranormal Activity (série de films)
 (juin 2016).
Si vous disposez d'ouvrages ou d'articles de référence ou si vous connaissez des sites web de qualité traitant du thème abordé ici, merci de compléter l'article en donnant les références utiles à sa vérifiabilité et en les liant à la section « Notes et références ».
 Pour plus de détails, voir Fiche technique et Distribution
Paranormal Activity ou Activité paranormale est une série de films d'horreur américains créée par Oren Peli. Distribuée par Paramount Pictures, la saga est composée de cinq films ainsi que d'un spin-off, Paranormal Activity: Tokyo Night étant une suite non officielle au premier film, et se déroulant au Japon. Tous les films de la saga ont été filmés au format found footage. En 2014, sort un second spin-off intitulé Paranormal Activity: The Marked Ones, où cette fois-ci, les évènements du film se raccordent aux cinq films originaux.
La saga Paranormal Activity met en scène la famille de deux sœurs, Katie et Kristi, qui sont témoins de phénomènes surnaturels dans leur maison. La caméra étant tenue par la famille, l'image est parfois floue et mal cadrée à la manière du film Le Projet Blair Witch.
En 2019, les studios Paramount et Blumhouse ont annoncé le développement d'un nouvel opus, intitulé Paranormal Activity: Next of Kin, sorti en 2021. Ce nouveau film raconte une nouvelle histoire, où de nouveaux personnages sont introduits, et il n'a aucun lien avec les cinq films originaux ni avec le spin-off.

## Fiche technique
| Équipe technique | Paranormal Activity (2009)                                                                          | Paranormal Activity 2 (2010)                                                                        | Paranormal Activity 3 (2011)                                                                        | Paranormal Activity 4 (2012)                                                                        | Paranormal Activity 5 : Ghost Dimension (2015)                                                      | Paranormal Activity: Next of Kin (2021)                                                             |
| ---------------- | --------------------------------------------------------------------------------------------------- | --------------------------------------------------------------------------------------------------- | --------------------------------------------------------------------------------------------------- | --------------------------------------------------------------------------------------------------- | --------------------------------------------------------------------------------------------------- | --------------------------------------------------------------------------------------------------- |
| Réalisateurs     | Oren Peli                                                                                           | Tod Williams                                                                                        | Henry Joost Ariel Schulman                                                                          | Henry Joost Ariel Schulman                                                                          | Gregory Plotkin                                                                                     | William Eubank                                                                                      |
| Producteurs      | Jason Blum                                                                                          | Jason Blum                                                                                          | Jason Blum                                                                                          | Jason Blum                                                                                          | Jason Blum                                                                                          | Jason Blum                                                                                          |
| Producteurs      | Steven Schneider                                                                                    | | Steven Schneider                                                                                    | Steven Schneider                                                                                    | | |
| Producteurs      | Oren Peli                                                                                           | | | | | |
| Producteurs      | Avika Goldsman                                                                                      | | | | | |
| Scénaristes      | Oren Peli                                                                                           | Christopher Landon                                                                                  | Christopher Landon                                                                                  | Christopher Landon                                                                                  | | Christopher Landon                                                                                  |
| Scénaristes      | | Michael R. Perry                                                                                    | | Zack Estrin                                                                                         | | |
| Scénaristes      | Tom Pabst                                                                                           | | | | | |
| Scénaristes      | | | | Jason Pagan Andrew Deutschman Adam Robitel Gavin Heffernéan                                         | | |
| Photographie     | Oren Peli                                                                                           | Michael Simmonds                                                                                    | Magdalena Gorka                                                                                     | Doug Emmett                                                                                         | John W. Rutland                                                                                     | Pedro Luque                                                                                         |
| Montage          | Oren Peli                                                                                           | Gregory Plotkin                                                                                     | Gregory Plotkin                                                                                     | Gregory Plotkin                                                                                     | Martin Bernfeld                                                                                     | Todd E. Miller                                                                                      |
| Distributeur     | Paramount Pictures                                                                                  | Paramount Pictures                                                                                  | Paramount Pictures                                                                                  | Paramount Pictures                                                                                  | Paramount Pictures                                                                                  | Paramount Pictures                                                                                  |
| Dates de sortie  | 16 octobre 2009                                                                                     | 22 octobre 2010                                                                                     | 21 octobre 2011                                                                                     | 19 octobre 2012                                                                                     | 21 octobre 2015                                                                                     | 29 octobre 2021                                                                                     |
| Durée            | 86 minutes                                                                                          | 91 minutes                                                                                          | 84 minutes                                                                                          | 93 minutes                                                                                          | 88 minutes                                                                                          | 98 minutes                                                                                          |
| Genres           | fantastique, horreur, thriller                                                                      | fantastique, horreur, thriller                                                                      | fantastique, horreur, thriller                                                                      | fantastique, horreur, thriller                                                                      | fantastique, horreur, thriller                                                                      | fantastique, horreur, thriller                                                                      |
| Classification   | Avertissement : des scènes, des propos ou des images peuvent heurter la sensibilité des spectateurs | Avertissement : des scènes, des propos ou des images peuvent heurter la sensibilité des spectateurs | Avertissement : des scènes, des propos ou des images peuvent heurter la sensibilité des spectateurs | Avertissement : des scènes, des propos ou des images peuvent heurter la sensibilité des spectateurs | Avertissement : des scènes, des propos ou des images peuvent heurter la sensibilité des spectateurs | Avertissement : des scènes, des propos ou des images peuvent heurter la sensibilité des spectateurs |

## Accueil

### Box-office
| Film                                    | Budget (est.)          | Recettes au box-office | Recettes au box-office | Recettes au box-office | Entrées                | Entrées                | Réf.                   |
| Film                                    | Budget (est.)          | États-Unis             | Reste du monde         | Mondial                | France                 | Paris                  | Réf.                   |
| Paranormal Activity                     | 15 000 $               | 107 918 810 $          | 85 436 990 $           | 193 355 800 $          | 1 105 953              | 308 679                | ,                      |
| Paranormal Activity 2                   | 3 000 000 $            | 84 752 907 $           | 92 759 125 $           | 177 512 032 $          | 777 550                | 209 522                | ,                      |
| Paranormal Activity 3                   | 5 000 000 $            | 104 028 807 $          | 103 011 037 $          | 207 039 844 $          | 807 464                | 221 821                | ,                      |
| Paranormal Activity 4                   | 5 000 000 $            | 53 900 335 $           | 88 917 657 $           | 142 817 992 $          | 900 235                | 226 416                | ,                      |
| Paranormal Activity: The Marked Ones    | 5 000 000 $            | 32 462 372 $           | 58 442 482 $           | 90 904 854 $           | 562 392                | 140 295                | ,                      |
| Paranormal Activity 5 : Ghost Dimension | 10 000 000 $           | 18 300 124 $           | 60 603 000 $           | 78 903 124 $           | 573 084                | 133 905                | ,                      |
| Paranormal Activity: Next of Kin        | diffusé sur Paramount+ | diffusé sur Paramount+ | diffusé sur Paramount+ | diffusé sur Paramount+ | diffusé sur Paramount+ | diffusé sur Paramount+ | diffusé sur Paramount+ |
| Totaux                                  | 28 015 000 $           | 401 363 355 $          | 489 170 291 $          | 872 533 646 $          | 4 726 678              | 1 240 638              | —                      |

La saga Paranormal Activity est l'une des sagas les plus rentables de l'histoire du film d'horreur, en récoltant au total 401 millions de dollars aux États-Unis et 872 millions de dollars de recettes mondiales. En France, la franchise a fait au total 4,7 millions d'entrées. Paranormal Activity est le film le plus rentable de la série aux États-Unis et en France, tandis que Paranormal Activity 3 est le film le plus rentable dans le monde,. Le film ayant fait le meilleur démarrage aux États-Unis est Paranormal Activity 3, avec un total de 52 568 183 dollars. Et le film ayant fait le meilleur démarrage en France est Paranormal Activity 4, avec un total de 616 602 entrées.